# Peter Utaka
Pour les articles homonymes, voir Utaka.
Peter Utaka, de son nom complet Peter Maduabuchi Utaka, né le 12 février 1984 à Enugu, est un footballeur international nigérian évoluant au poste d'attaquant dans le club japonais du Tochigi City FC.
Attaquant efficace devant le but, Utaka évolue d'abord en Belgique et au Danemark avant de poursuivre sa carrière en Asie de l'Est. Il termine à quatre reprises meilleur buteur d'un championnat mais ne parvient à pas à obtenir de trophées majeurs. Entre 2010 et 2011, Utaka représente l'équipe du Nigeria avec laquelle il évolue avec son frère John.

## Biographie
Né à Enugu au Nigeria, Peter Utaka rejoint le centre de formation du Dinamo Zagreb en 1999 mais ne demeure qu'un an au club. Il fait ses débuts senior lors de la saison 2003-2004 au sein du club belge du Koninklijke Patro Maasmechelen qui évolue en Division 2. 
En décembre 2019, Utaka s'engage en faveur du Kyoto Sanga FC. Restant en J2 League, il effectue une saison 2020 efficace en marquant 22 buts, dont un quadruplé contre le Montedio Yamagata (victoire 3-4), et finit meilleur buteur du championnat à l'âge de 36 ans.

### Sélection nationale
Possédant un passeport belge, Utaka est un temps convoité par les Diables Rouges mais fait le choix de représenter le Nigeria afin de jouer avec son frère : « J'ai grandi en Belgique, j'étais jeune quand j'ai déménagé là-bas, je suis allé à l'école là-bas [...] Quand nous étions plus jeunes, John et moi, notre rêve d'enfance était de jouer ensemble, peu importe que ce soit en équipe nationale ou en club. Alors, quand cette opportunité s'est présentée, je l'ai saisie. »
Utaka débute en sélection le 3 mars 2010 lors d'une victoire (5-2) en match amical contre la République démocratique du Congo. Il inscrit le premier but et effectue une passe décisive à son coéquipier Osas Idehen sur le deuxième but.
Il est présélectionné dans un groupe de 30 joueurs pour la Coupe du monde 2010 mais est écarté de la liste finale des 23 retenus. Il n'est plus rappelé en sélection après son dernier match disputé en octobre 2011 et reste sur un bilan de trois buts marqués en huit sélections.

## Vie privée
Son frère John Utaka, de deux ans son aîné, est également footballeur et international nigérian.

## Palmarès

### En club
Avec le Sanfrecce Hiroshima, Utaka remporte la Supercoupe du Japon en 2016.

### Individuel
- Meilleur buteur de la Division 2 en 2008
- Meilleur buteur du Superligaen en 2010
- Co-meilleur buteur de la J1 League en 2016
- Meilleur buteur de la J2 League en 2020